# Desportivo de Monção
O Desportivo de Monção é um clube português com sede na vila de Monção, distrito de Viana do Castelo.

## História
O clube foi fundado em 1933. O seu atual presidente chama-se António Avelino Gonçalves Afonso.
Ibraima Culubali, Zezinho Biganha, Mini (a não confundir com a marca de automóveis) e Edigar foram algumas das mais-valias do plantel do Desportivo na época de 2022/23 no Campeonato de Portugal, registando impressionantes 7 vitórias, 6 empates e 13 derrotas, totalizando 27 pontos.

### Títulos
- Campeonato Regional de Viana do Castelo: 1938/39
- 1ª Distrital de Viana do Castelo: 2024/25

### Classificações
|           | I | II | II B | III | AF  | Pontos | Jornadas | V   | E   | D   | G.M. | G.S. | Diff. |
| 2008-2009 |   |    |      |     | ... | ...    | ...      | ... | ... | ... | ...  | ...  | ...   |
| 2007-2008 |   |    |      |     | 4   | 49 pts | 26       | 14  | 7   | 5   | 55   | 27   | +28   |
| 2006-2007 |   |    |      |     | 3   | 51 pts | 26       | 14  | 9   | 3   | 61   | 24   | +37   |
| 2005-2006 |   |    |      | 15  |     | 31 pts | 34       | 8   | 7   | 19  | 37   | 55   | -18   |
| 2004-2005 |   |    |      | 4   |     | 58 pts | 34       | 15  | 13  | 6   | 50   | 35   | +15   |
| 2003-2004 |   |    |      | 4   |     | 62 pts | 34       | 19  | 5   | 10  | 57   | 33   | +24   |
| 2002-2003 |   |    |      | 9   |     | 45 pts | 34       | 11  | 12  | 11  | 45   | 46   | -1    |
| 2001-2002 |   |    |      | 10  |     | 46 pts | 34       | 14  | 4   | 16  | 49   | 51   | -2    |